# Edo

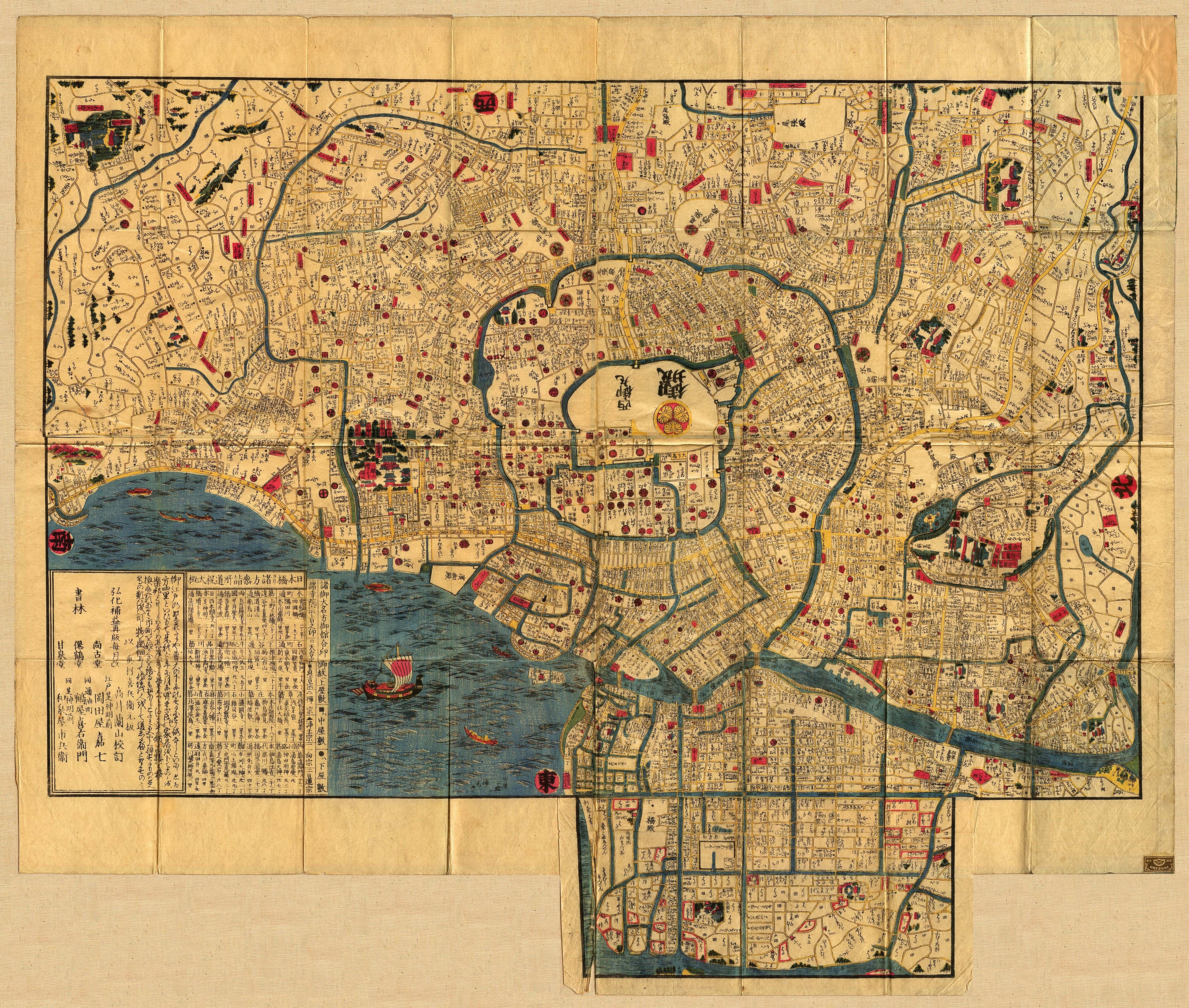
Mapa de Edo na década de 1840

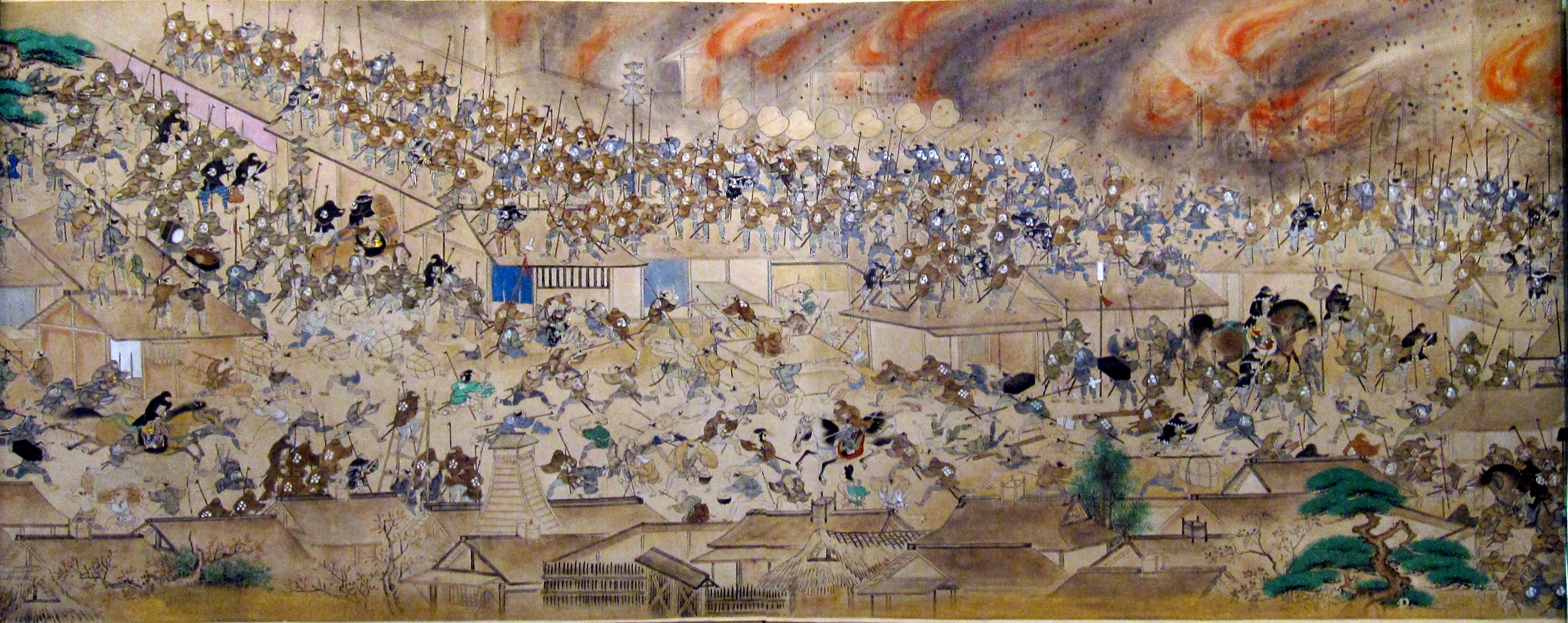
Pergaminho ilustrando o Grande Incêndio de Meireki

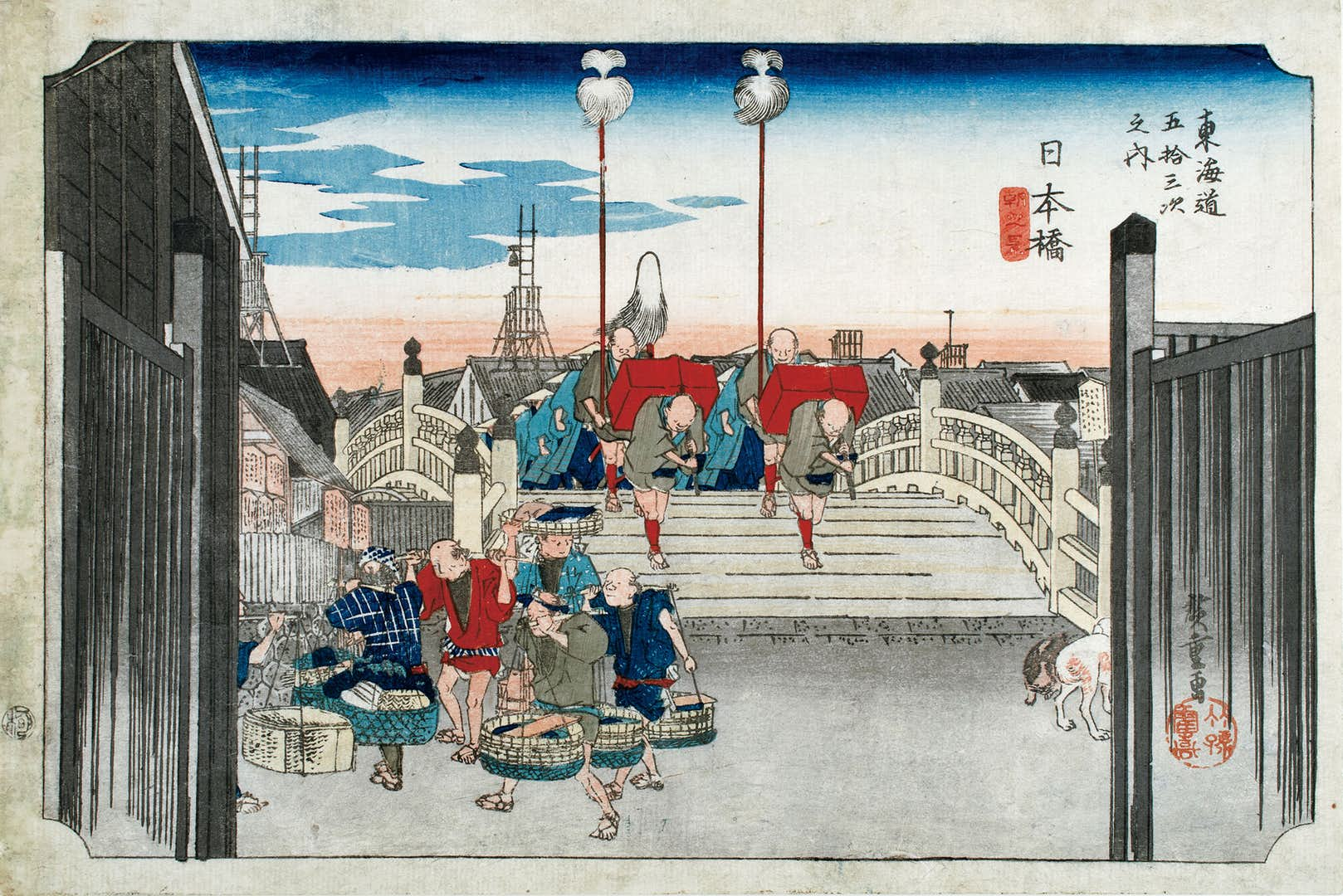
Nihonbashi em Edo, Ukiyo-e por Hiroshige

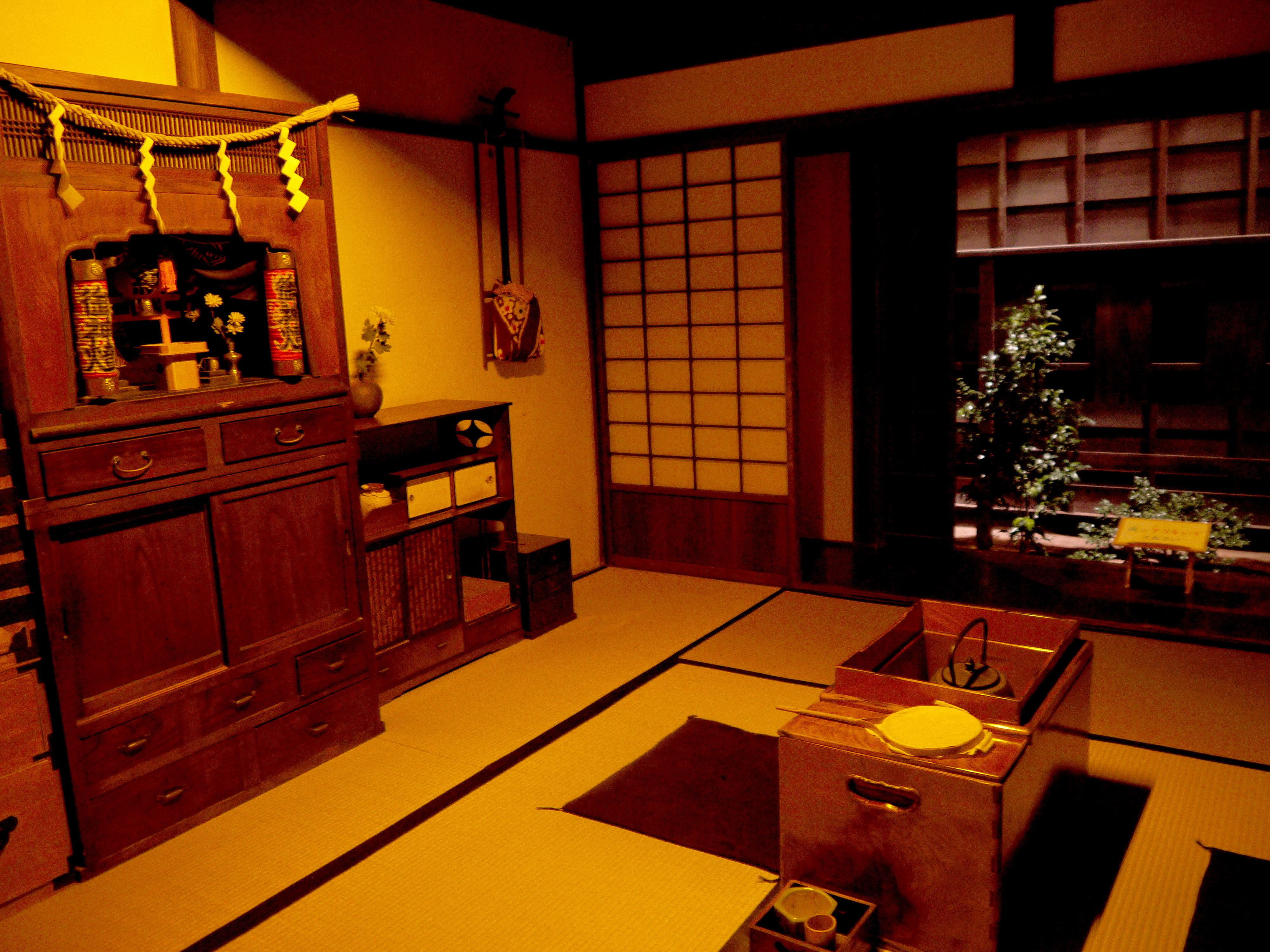
A casa do mercador, no Fukagawa Edo Museum

Edo (江戸, Edo, literalmente: entrada da baía, "estuário"), pronunciado AFI: /edo/, também romanizado como Yedo ou Yeddo, é o antigo nome da capital japonesa Tóquio, e era a sede do poder do Xogunato Tokugawa, que governou o Japão de 1603 a 1868. Durante esse período ela cresceu e tornou-se uma das maiores cidades do mundo e local de uma vibrante cultura urbana centrada nas noções do "mundo flutuante".

## História
Desde o estabelecimento do quartel-general do bakufu Tokugawa em Edo, Quioto permaneceu sendo meramente a capital formal do país. A capital de facto era agora Edo, porque ela era o centro do verdadeiro poder político. Edo rapidamente cresceu do que foi uma pequena, virtualmente desconhecida vila de pescadores em 1457 para uma metrópole com uma população estimada em 1 000 000 em 1721, a maior cidade do mundo naquele tempo.
Edo foi repetidamente devastada por incêndios, com o Grande incêndio de Meireki em 1657 - na qual aproximadamente 100 000 pessoas morreram - sendo talvez o mais desastroso. Durante o período Edo houve cerca de cem incêndios, tipicamente iniciados por acidente e frequentemente aumentando para proporções gigantescas, espalhando-se por bairros de machiya que eram aquecidas com chamas de carvão. Entre 1600 e 1945, Edo/Tóquio foi devastada a cada 25-50 anos aproximadamente por incêndios, terremotos, maremotos, erupções vulcânicas e guerras.
Em 1868, quando o xogunato terminou, a cidade foi renomeada como Tóquio (東京, Tōkyō), que significa "capital do leste", e o imperador mudou a sua residência para lá, fazendo da cidade a capital formal do Japão. A seguir, uma pequena cronologia do que ocorreu naquele ano:
- Keiō  4, no 17º dia do 7º mês (3 de setembro de 1868): Edo foi renomeada como "Tóquio", que significa "Capital do Leste".[5]
- Keiō  4, no 27º dia do 8º mês, (12 de outubro de 1868): O Imperador Meiji é coroado no Shishin-den (紫宸殿) em Quioto.[6]
- Keiō  4, no 8º dia do 9º mês (23 de outubro de 1868): O nengō muda formalmente de Keiō para Meiji, e uma anistia geral é garantida.[6]
- Meiji 2, no 23º dia do 10º mês (1868): O imperador vai a Tóquio, e o castelo de Edo torna-se o Palácio Imperial.[6]

## Governo e administração
Durante o período Edo, o xogunato indicava administradores chamados machi bugyō (町奉行) para comandar a polícia e, dos tempos de Tokugawa Yoshimune em diante, o corpo de bombeiros popular (machibikeshi (町火消し)). Os machi bugyō executavam processos civis e criminais e efetuavam outras funções administrativas.

### Magistrados de Edo
- Ishimaru Sadatsugu (石丸定次), 1661.[7]

## Geografia
A cidade foi organizada como um burgo (城下町, jōkamachi), ao redor do castelo de Edo. A área nas imediações do castelo, conhecida como "Yamanote", consistia-se amplamente de mansões de daimiôs (senhores feudais), das quais suas famílias viviam em Edo em ciclos de um ano, como parte do sistema de sankin kōtai; os próprios daimiôs faziam jornadas em anos alternados para Edo e faziam uso dessas mansões para seus extensivos séquitos. Foi essa ampla população de samurais (guerreiros de classe nobre) que definia o caráter de Edo, particularmente em contraste com as duas grandes cidades de Quioto e Osaka, das quais nenhuma era governada por um daimiô ou tinha população significante de samurais. O caráter de Quioto era dominado pela Corte Imperial, os nobres da corte, seus numerosos templos budistas, e sua tradicional herança e identidade, enquanto que Osaka era o centro comercial do país, dominado pela classe mercadora dos chōnin (町人, chōnin, literalmente "cidadão", "citadino".).
Outras áreas afastadas do centro foram domínios de populares, ou chōnin. A área conhecida como Shitamachi (下町, shitamachi, literalmente "cidade baixa"), ao nordeste do castelo, era talvez um dos centros chave da cultura urbana. O antigo templo budista de Sensō-ji ainda permanece em Asakusa e marca o centro de uma área de tradicional cultura da "cidade baixa". Algumas das lojas nas ruas diante do templo foram administradas continuamente no mesmo local desde o período Edo.
O Rio Sumida, então simplesmente chamado de "Grande Rio" (大川, Ōkawa), corre pela beira leste da cidade, ao longo da qual podia se encontrar depósitos oficiais do xogunato para armazenamento de arroz e outros edifícios oficiais, além de alguns dos mais famosos restaurantes da cidade.
A Ponte de Edo (江戸橋, Edo-bashi) marcou o centro da área comercial da cidade, também conhecida como Kuramae (蔵前, literalmente "em frente dos armazéns"). Muitos pescadores, artesãos e outros produtores e varejistas operaram aqui, assim como transportadores que gerenciavam barcos que iam e vinham de Osaka (chamados tarubune (樽船)) e outras cidades, ou levando produtos para a cidade, ou simplesmente atravessando-os por rotas marítimas em barcaças fluviais ou rotas terrestres, como a Tōkaidō, que terminava aqui. A área permanece sendo o centro do bairro financeiro e de negócios de Tóquio nos dias de hoje.
A porção nordeste da cidade, lembrada como uma direção perigosa no tradicional onmyōdō (cosmologia/geomancia), é protegida de espíritos maus por uma série de templos, incluindo o Sensō-ji e o Kan'ei-ji. Além desses, há os bairros de eta ou párias, que exerciam vocações impuras e eram separados das seções principais de residências do povo. Um longo caminho de terra estendia-se ao oeste da margem do rio, a uma curta distância desses bairros eta, levando ao longo da beira norte da cidade aos bairros de prazer Yoshiwara. Anteriormente localizados dentro da área da cidade, próximos a Asakusa, os distritos foram reconstruídos neste local mais distante depois do incêndio de Meireki em 1657.